# Lasiophanes cristulatus
Lasiophanes cristulatus là một loài bọ cánh cứng trong họ Cerambycidae.